# La torre herida por el rayo
La torre herida por el rayo es una novela de Fernando Arrabal, de temática ajedrecistica, y que transcurre durante un campeonato mundial de ajedrez.
La trama se centra en los dos protagonistas y rivales del campeonato, alternando las jugadas de la partida por un lado, y contándonos las peculiaridades y la vida de los protagonistas por otro.
Fue ganadora del Premio Eugenio Nadal en 1982.